# Pöllitz
Pöllitz war eine Gemeinde im königlich-bayerischen Landgericht Gefrees.
Mit dem Gemeindeedikt entstand 1812 die Ruralgemeinde Pöllitz, zu der Mittel- (⊙), Ober- (⊙) und Unterpöllitz (⊙) gehörten. Sie unterstand in Verwaltung und Gerichtsbarkeit dem Landgericht Gefrees und in der Finanzverwaltung dem Rentamt Gefrees. Mit dem Zweiten Gemeindeedikt (1818) wurde Pöllitz nach Marktschorgast eingemeindet.